# Газифікація
Газифікація —

1. Штучне перетворення твердого або рідкого палива на гази.
2. Застосування горючих газів як палива в різноманітних галузях народного господарства та в побуті, а також як сировини для хімічної промисловості.

| Спосіб газифікації          | Вид дуття              | Теплота згоряння QB, МДж/м3 | Склад, % об'ємні | Склад, % об'ємні | Склад, % об'ємні | Склад, % об'ємні | Склад, % об'ємні |
| --------------------------- | ---------------------- | --------------------------- | ---------------- | ---------------- | ---------------- | ---------------- | ---------------- |
| Спосіб газифікації          | Вид дуття              | Теплота згоряння QB, МДж/м3 | СО               | Н2               | СО2              | СН4              | N2               |
| Стаціонарний шар            | Пароповітряний         | 5,2                         | 27,8             | 12,4             | 3,6              | 0,2              | 56,0             |
| Стаціонарний шар            | Парокисневий           | 10,6                        | 40,0             | 41,0             | 16,5             | 0,9              | 1,6              |
| Стаціонарний шар            | Кисневий (рідкий шлак) | 11,8                        | 64,6             | 28,7             | 5,7              | —                | 1,0              |
| Псевдозріджений шар         | Парокисневий           | 12,3                        | 48,2             | 35,2             | 13,8             | 1,8              | 0,9              |
| Пиловугільний факел         | Парокисневий           | 11,2                        | 57,2             | 30,7             | 10,5             | 0,1              | 1,2              |
| Пил над розплавленим шлаком | О2 + СО2               | 10,8                        | 56,8             | 28,0             | 14,0             | 0,2              | —                |
| Пил над розплавленим шлаком | Повітря                | 4,0                         | 22,8             | 8,0              | 5,1              | —                | 64,1             |